# Mislav Oršić
Mislav Oršić (Zagabria, 29 dicembre 1992) è un calciatore croato, attaccante del Pafos.

## Biografia
Sua madre lavorava come cameriera mentre suo padre come fabbro, ha due sorelle maggiori (Danijela e Marijana). Ha una moglie di nome Suzana, dal loro matrimonio sono nati due figli, Manuel e Ivan.

## Caratteristiche tecniche
Può ricoprire vari ruoli offensivi come quello di ala sinistra e ala destra, oppure quello di punta centrale. È abile nei calci piazzati, infatti può fare gol calciando sia con i rigori che con le punizioni. Non solo è un buon uomo assist ma è anche un bravo realizzatore, in area di rigore eccelle nel tiro di prima intenzione, tuttavia è capace di segnare calciando pure dalla lunga distanza.

## Carriera

### Club

#### Inter Zaprešić e Spezia
Esordisce nel professionismo con l'Inter Zaprešić entrando in campo nei minuti finali della partita persa per 1-0 contro la Dinamo Zagabria il 12 settembre 2009, riesce a segnare per la prima volta nella partita vinta pert 4-2 contro il NK Lokomotiva Zagreb dove riesce a fare una tripletta. Nella sua ultima stagione con la squadra segna segna 12 reti nell'edizione 2012-2013 del campionato croato. Nel 2013 si trasferì tra le file dello Spezia allora militante in Serie B; per motivi burocratici il tesseramento divenne ufficiale solamente il 21 settembre a mercato chiuso. Trova poco spazio in terra ligure (ha giocato la prima partita da titolare il 2 maggio nel successo per 2-1 contro la Reggina) non ha segnato nemmeno un gol, il suo unico contributo è stato nella partita vinta contro il Siena per merito dell'assist di Oršić il suo compagno Nicola Bellomo segna il gol del 1-0 valevole per la vittoria.

#### Celje e Jeonnam Dragons
Il 1º settembre 2014, venne ceduto a titolo temporaneo al Celje, segna solo due reti, prima battendo per 2-0 il NK Domžale e poi con il gol del 3-1 battendo l'Olimpia.
Nel 2015 passò ai sudcoreani del Jeonnam Dragons, nella sua prima edizione del campionato sudcoreano segna 9 reti, riesce a fare un gol sia contro l'Incheon United che contro il Seongnam FC vincendo entrambi i match per 2-1, è autore della rete del 2-0 battendo il FC Seoul ed è autore di un gol vincendo per 3-2 contro il Daejeon Citizen oltre a fare una doppietta nella vittoria per 3-1 sconfiggendo il Jeju United. Nella sua ultima stagione con la squadra, nel 2016, segna 5 gol in campionato, con un tiro di punizione riesce a fare una rete battendo per 3-1 l'Ulsan Hyundai, inoltre con le sue reti la squadra batte per 1-0 sia l'Incheon United che il Pohang Steelers.

#### Changchun Yatai e Ulsan Hyundai
Dopo una breve esperienza con il Changchun Yatai dove segna solo due gol, nella sconfitta per 2-1 contro il Hebei China Fortune e nel pareggio per 1-1 contro il Shandong Taishan, nel febbraio 2017 venne ufficializzato come nuovo giocatore dell'Ulsan Hyundai, con il quale pochi mesi dopo sollevò la prima Coppa di Corea del Sud della storia del club, dove segna un gol vincendo per 3-1 contro il Gimcheon Sangmu. Conclude la sua esperienza con la squadra con un totali di 21 gol.

#### Dinamo Zagabria e Southampton
Nel maggio 2018 si accasò alla Dinamo Zagabria, esordisce nella partita vinta per 5-0 contro l'Hapoel Be'er. Il 18 settembre 2019 durante l'incontro di Champions League contro l'Atalanta, siglò una tripletta nell'incontro vinto per 4-0. Il 18 marzo 2021, nella partita di ritorno valevole per gli ottavi di Europa League, segnò una tripletta ai danni del Tottenham (3-0) trascinando i Modri ai quarti di finale ribaltando così il 2-0 dell'andata. Milita nel club della capitale croata per quattro anni e mezzo, vincendo 7 trofei.
Il 6 gennaio 2023, Oršić si accasa a titolo definitivo al Southampton, firmando un contratto di due anni e mezzo. Tuttavia, lungo il resto della stagione l'attaccante colleziona solo cinque presenze con i Saints, di cui una in campionato, mentre la squadra retrocede in Championship.

#### Trabzonspor
Il 30 giugno dello stesso anno, Oršić viene ceduto a titolo definitivo al Trabzonspor, nella massima serie turca. Dopo 16 presenze totali, il 21 dicembre 2024 risolve il contratto con la società turca.

### Nazionale
Con la nazionale Under-21 ha preso parte ad alcune partite di qualificazione agli Europei di categoria del 2015. Il 9 settembre esordisce in nazionale maggiore in occasione del pareggio in casa dell'Azerbaigian (1-1).
Convocato per Euro 2020, realizza la sua prima rete con i vatreni nel corso del torneo nella sconfitta per 3-5 contro la Spagna agli ottavi. Al contempo nel torneo è diventato il primo giocatore ad aver segnato e servito un assist da subentrante in uno dei maggiori tornei internazionali con la Croazia.
Il 9 novembre del 2022 viene inserito dal CT Zlatko Dalić nella lista dei convocati per i Mondiali di calcio in Qatar. È determinante nella vittoria contro il Brasile avendo fornito a Bruno Petković l'assist con cui quest'ultimo segna il gol del 1-1 pareggiando permettendo alla Croazia di arrivare ai rigori battendo il Brasile, proprio Oršić segna il rigore del definitivo 4-2. Il 17 dicembre, nel corso della finale per il terzo posto vinta contro il Marocco, determinante  realizza il suo secondo gol in nazionale, fissando il risultato sul definitivo 2-1.

## Statistiche

### Presenze e reti nei club
Statistiche aggiornate al 12 marzo 2025.
| Stagione               | Squadra                | Campionato             | Campionato | Campionato | Coppe nazionali | Coppe nazionali | Coppe nazionali | Coppe continentali | Coppe continentali | Coppe continentali | Altre coppe | Altre coppe | Altre coppe | Totale | Totale |
| Stagione               | Squadra                | Comp                   | Pres       | Reti       | Comp            | Pres            | Reti            | Comp               | Pres               | Reti               | Comp        | Pres        | Reti        | Pres   | Reti   |
| ---------------------- | ---------------------- | ---------------------- | ---------- | ---------- | --------------- | --------------- | --------------- | ------------------ | ------------------ | ------------------ | ----------- | ----------- | ----------- | ------ | ------ |
| 2009-2010              | Inter Zaprešić         | 1.HNL                  | 8          | 3          | CC              | 0               | 0               | -                  | -                  | -                  | -           | -           | -           | 8      | 3      |
| 2010-2011              | Inter Zaprešić         | 1.HNL                  | 25         | 3          | CC              | 0               | 0               | -                  | -                  | -                  | -           | -           | -           | 25     | 3      |
| 2011-2012              | Inter Zaprešić         | 1.HNL                  | 24         | 4          | CC              | 0               | 0               | -                  | -                  | -                  | -           | -           | -           | 24     | 4      |
| 2012-2013              | Inter Zaprešić         | 1.HNL                  | 33         | 12         | CC              | 0               | 0               | -                  | -                  | -                  | -           | -           | -           | 33     | 12     |
| Totale Inter Zapresic  | Totale Inter Zapresic  | Totale Inter Zapresic  | 90         | 22         |                 | 0               | 0               |                    | -                  | -                  |             | -           | -           | 90     | 22     |
| 2013-2014              | Spezia                 | B                      | 9          | 0          | CI              | 2               | 0               | -                  | -                  | -                  | -           | -           | -           | 11     | 0      |
| set.-dic. 2014         | Celje                  | 1.SNL                  | 13         | 2          | CS              | 3               | 0               | -                  | -                  | -                  | -           | -           | -           | 16     | 2      |
| 2015                   | Jeonnam Dragons        | K1                     | 33         | 9          | KC              | 4               | 1               | -                  | -                  | -                  | -           | -           | -           | 37     | 10     |
| 2016                   | Jeonnam Dragons        | K1                     | 16         | 5          | KC              | 1               | 2               | -                  | -                  | -                  | -           | -           | -           | 17     | 7      |
| Totale Jeongnam        | Totale Jeongnam        | Totale Jeongnam        | 49         | 14         |                 | 5               | 3               |                    | -                  | -                  |             | -           | -           | 54     | 17     |
| lug.-ott. 2016         | Changchun Yatai        | CSL                    | 14         | 2          | CC              | 0               | 0               | -                  | -                  | -                  | -           | -           | -           | 14     | 2      |
| 2017                   | Ulsan HD               | K1                     | 38         | 10         | KC              | 6               | 1               | ACL                | 5                  | 2                  | -           | -           | -           | 49     | 13     |
| mar.-mag. 2018         | Ulsan HD               | K1                     | 14         | 4          | KC              | 0               | 0               | ACL                | 7                  | 4                  | -           | -           | -           | 21     | 8      |
| Totale Ulsan           | Totale Ulsan           | Totale Ulsan           | 52         | 14         |                 | 6               | 1               |                    | 12                 | 6                  |             | -           | -           | 70     | 21     |
| 2018-2019              | Dinamo Zagabria        | 1.HNL                  | 24         | 6          | CC              | 4               | 2               | UCL+UEL            | 6+10               | 2+3                | -           | -           | -           | 44     | 13     |
| 2019-2020              | Dinamo Zagabria        | 1:HNL                  | 28         | 13         | CC              | 2               | 1               | UCL                | 12                 | 7                  | SC          | 1           | 0           | 43     | 21     |
| 2020-2021              | Dinamo Zagabria        | 1.HNL                  | 32         | 16         | CC              | 4               | 2               | UCL+UEL            | 2+13               | 0+6                | -           | -           | -           | 51     | 24     |
| 2021-2022              | Dinamo Zagabria        | 1.HNL                  | 33         | 14         | CC              | 2               | 1               | UCL+UEL            | 7+8                | 1+4                | -           | -           | -           | 50     | 20     |
| 2022-gen.2023          | Dinamo Zagabria        | HNL                    | 15         | 8          | CC              | 0               | 0               | UCL                | 12                 | 5                  | SC          | 1           | 0           | 28     | 13     |
| Totale Dinamo Zagabria | Totale Dinamo Zagabria | Totale Dinamo Zagabria | 132        | 57         |                 | 12              | 6               |                    | 70                 | 28                 |             | 2           | 0           | 216    | 91     |
| gen.-giu. 2023         | Southampton            | PL                     | 1          | 0          | FACup+CdL       | 2+2             | 0+0             | -                  | -                  | -                  | -           | -           | -           | 5      | 0      |
| 2023-2024              | Trabzonspor            | SL                     | 6          | 0          | TK              | 2               | 0               | -                  | -                  | -                  | -           | -           | -           | 8      | 0      |
| lug.-dic. 2024         | Trabzonspor            | SL                     | 5          | 0          | TK              | 0               | 0               | UEL+UECL           | 1+2                | 0+0                | -           | -           | -           | 8      | 0      |
| Totale Trabzonspor     | Totale Trabzonspor     | Totale Trabzonspor     | 11         | 0          |                 | 2               | 0               |                    | 3                  | 0                  |             | -           | -           | 16     | 0      |
| gen.-giu. 2025         | Pafos                  | AK                     | 11         | 1          | KK              | 4               | 2               | UECL               | 4                  | 1                  | -           | -           | -           | 19     | 4      |
| 2025-2026              | Pafos                  | AK                     | 0          | 0          | KK              | 0               | 0               | UCL                | 4                  | 1                  | -           | -           | -           | 4      | 1      |
| Totale Pafos           | Totale Pafos           | Totale Pafos           | 11         | 1          |                 | 4               | 2               |                    | 8                  | 2                  |             | -           | -           | 23     | 5      |
| Totale Carriera        | Totale Carriera        | Totale Carriera        | 382        | 112        |                 | 38              | 12              |                    | 93                 | 36                 |             | 2           | 0           | 516    | 160    |

### Cronologia presenze e reti in nazionale
| Cronologia completa delle presenze e delle reti in nazionale ― Croazia | Cronologia completa delle presenze e delle reti in nazionale ― Croazia | Cronologia completa delle presenze e delle reti in nazionale ― Croazia | Cronologia completa delle presenze e delle reti in nazionale ― Croazia | Cronologia completa delle presenze e delle reti in nazionale ― Croazia | Cronologia completa delle presenze e delle reti in nazionale ― Croazia | Cronologia completa delle presenze e delle reti in nazionale ― Croazia | Cronologia completa delle presenze e delle reti in nazionale ― Croazia |
| Data                                                                   | Città                                                                  | In casa                                                                | Risultato                                                              | Ospiti                                                                 | Competizione                                                           | Reti                                                                   | Note                                                                   |
| ---------------------------------------------------------------------- | ---------------------------------------------------------------------- | ---------------------------------------------------------------------- | ---------------------------------------------------------------------- | ---------------------------------------------------------------------- | ---------------------------------------------------------------------- | ---------------------------------------------------------------------- | ---------------------------------------------------------------------- |
| 9-9-2019                                                               | Baku                                                                   | Azerbaigian                                                            | 1 – 1                                                                  | Croazia                                                                | Qual. Euro 2020                                                        | -                                                                      | 86’                                                                    |
| 16-11-2019                                                             | Fiume                                                                  | Croazia                                                                | 3 – 1                                                                  | Slovacchia                                                             | Qual. Euro 2020                                                        | -                                                                      | 81’                                                                    |
| 19-11-2019                                                             | Pola                                                                   | Croazia                                                                | 2 – 1                                                                  | Georgia                                                                | Qual. Euro 2020                                                        | -                                                                      | 46’                                                                    |
| 11-11-2020                                                             | Istanbul                                                               | Turchia                                                                | 3 – 3                                                                  | Croazia                                                                | Amichevole                                                             | -                                                                      |                                                                        |
| 17-11-2020                                                             | Spalato                                                                | Croazia                                                                | 2 – 3                                                                  | Portogallo                                                             | UEFA Nations League 2020-2021 - 1º turno                               | -                                                                      | 83’                                                                    |
| 24-3-2021                                                              | Lubiana                                                                | Slovenia                                                               | 1 – 0                                                                  | Croazia                                                                | Qual. Mondiali 2022                                                    | -                                                                      | 46’                                                                    |
| 27-3-2021                                                              | Fiume                                                                  | Croazia                                                                | 1 – 0                                                                  | Cipro                                                                  | Qual. Mondiali 2022                                                    | -                                                                      | 66’                                                                    |
| 30-3-2021                                                              | Fiume                                                                  | Croazia                                                                | 3 – 0                                                                  | Malta                                                                  | Qual. Mondiali 2022                                                    | -                                                                      | 80’                                                                    |
| 6-6-2021                                                               | Bruxelles                                                              | Belgio                                                                 | 1 – 0                                                                  | Croazia                                                                | Amichevole                                                             | -                                                                      | 80’                                                                    |
| 28-6-2021                                                              | Copenaghen                                                             | Croazia                                                                | 3 – 5 dts                                                              | Spagna                                                                 | Euro 2020 - Ottavi di finale                                           | 1                                                                      | 67’                                                                    |
| 1-9-2021                                                               | Mosca                                                                  | Russia                                                                 | 0 – 0                                                                  | Croazia                                                                | Qual. Mondiali 2022                                                    | -                                                                      | 74’                                                                    |
| 4-9-2021                                                               | Bratislava                                                             | Slovacchia                                                             | 0 – 1                                                                  | Croazia                                                                | Qual. Mondiali 2022                                                    | -                                                                      | 62’                                                                    |
| 7-9-2021                                                               | Spalato                                                                | Croazia                                                                | 3 – 0                                                                  | Slovenia                                                               | Qual. Mondiali 2022                                                    | -                                                                      | 76’                                                                    |
| 11-11-2021                                                             | Ta' Qali                                                               | Malta                                                                  | 1 – 7                                                                  | Croazia                                                                | Qual. Mondiali 2022                                                    | -                                                                      | 54’                                                                    |
| 26-3-2022                                                              | Al Rayyan                                                              | Croazia                                                                | 1 – 1                                                                  | Slovenia                                                               | Amichevole                                                             | -                                                                      | 73’                                                                    |
| 29-3-2022                                                              | Al Rayyan                                                              | Croazia                                                                | 2 – 1                                                                  | Bulgaria                                                               | Amichevole                                                             | -                                                                      |                                                                        |
| 3-6-2022                                                               | Osijek                                                                 | Croazia                                                                | 0 – 3                                                                  | Austria                                                                | UEFA Nations League 2022-2023 - 1º turno                               | -                                                                      | 71’                                                                    |
| 6-6-2022                                                               | Spalato                                                                | Croazia                                                                | 1 – 1                                                                  | Francia                                                                | UEFA Nations League 2022-2023 - 1º turno                               | -                                                                      | 63’                                                                    |
| 10-6-2022                                                              | Copenaghen                                                             | Danimarca                                                              | 0 – 1                                                                  | Croazia                                                                | UEFA Nations League 2022-2023 - 1º turno                               | -                                                                      | 58’                                                                    |
| 22-9-2022                                                              | Zagabria                                                               | Croazia                                                                | 2 – 1                                                                  | Danimarca                                                              | UEFA Nations League 2022-2023 - 1º turno                               | -                                                                      | 71’                                                                    |
| 16-11-2022                                                             | Riad                                                                   | Arabia Saudita                                                         | 0 – 1                                                                  | Croazia                                                                | Amichevole                                                             | -                                                                      | 46’                                                                    |
| 23-11-2022                                                             | Al Khawr                                                               | Marocco                                                                | 0 – 0                                                                  | Croazia                                                                | Mondiali 2022 - 1º turno                                               | -                                                                      | 90’                                                                    |
| 27-11-2022                                                             | Al Rayyan                                                              | Croazia                                                                | 4 – 1                                                                  | Canada                                                                 | Mondiali 2022 - 1º turno                                               | -                                                                      | 86’                                                                    |
| 5-12-2022                                                              | Al Wakrah                                                              | Giappone                                                               | 1 – 1 dts (1 – 3 dtr)                                                  | Croazia                                                                | Mondiali 2022 - Ottavi di finale                                       | -                                                                      | 106’                                                                   |
| 9-12-2022                                                              | Al Rayyan                                                              | Croazia                                                                | 1 – 1 dts (4 – 2 dtr)                                                  | Brasile                                                                | Mondiali 2022 - Quarti di finale                                       | -                                                                      | 114’                                                                   |
| 13-12-2022                                                             | Lusail                                                                 | Argentina                                                              | 3 – 0                                                                  | Croazia                                                                | Mondiali 2022 - Semifinale                                             | -                                                                      | 46’                                                                    |
| 17-12-2022                                                             | Al Rayyan                                                              | Croazia                                                                | 2 – 1                                                                  | Marocco                                                                | Mondiali 2022 - Finale 3º posto                                        | 1                                                                      | 90+5’                                                                  |
| Totale                                                                 |                                                                        | Presenze                                                               | 27                                                                     |                                                                        | Reti                                                                   | 2                                                                      |                                                                        |

| Cronologia completa delle presenze e delle reti in nazionale ― Croazia under 21 | Cronologia completa delle presenze e delle reti in nazionale ― Croazia under 21 | Cronologia completa delle presenze e delle reti in nazionale ― Croazia under 21 | Cronologia completa delle presenze e delle reti in nazionale ― Croazia under 21 | Cronologia completa delle presenze e delle reti in nazionale ― Croazia under 21 | Cronologia completa delle presenze e delle reti in nazionale ― Croazia under 21 | Cronologia completa delle presenze e delle reti in nazionale ― Croazia under 21 | Cronologia completa delle presenze e delle reti in nazionale ― Croazia under 21 |
| Data                                                                            | Città                                                                           | In casa                                                                         | Risultato                                                                       | Ospiti                                                                          | Competizione                                                                    | Reti                                                                            | Note                                                                            |
| ------------------------------------------------------------------------------- | ------------------------------------------------------------------------------- | ------------------------------------------------------------------------------- | ------------------------------------------------------------------------------- | ------------------------------------------------------------------------------- | ------------------------------------------------------------------------------- | ------------------------------------------------------------------------------- | ------------------------------------------------------------------------------- |
| 24-3-2013                                                                       | Varaždin                                                                        | Croazia under 21                                                                | 3 – 0                                                                           | Svezia under 21                                                                 | Amichevole                                                                      | -                                                                               | 67’                                                                             |
| 2-6-2013                                                                        | Pola                                                                            | Portogallo under 21                                                             | 2 – 0                                                                           | Croazia under 21                                                                | Amichevole                                                                      | -                                                                               | 70’                                                                             |
| 13-8-2013                                                                       | Vaduz                                                                           | Liechtenstein under 21                                                          | 0 – 5                                                                           | Croazia under 21                                                                | Qual. Europeo Under-21 2015                                                     | -                                                                               | 51’                                                                             |
| 10-10-2013                                                                      | Zagabria                                                                        | Croazia under 21                                                                | 4 – 0                                                                           | Liechtenstein under 21                                                          | Qual. Europeo Under-21 2015                                                     | 1                                                                               | 69’ 74’                                                                         |
| Totale                                                                          |                                                                                 | Presenze                                                                        | 4                                                                               |                                                                                 | Reti                                                                            | 1                                                                               |                                                                                 |

## Palmarès

### Club
- Coppa della Corea del Sud: 1

Ulsan Hyundai: 2017
- Campionato croato: 4

Dinamo Zagabria: 2018-2019, 2019-2020, 2020-2021, 2021-2022
- Supercoppa di Croazia: 2

Dinamo Zagabria: 2019, 2022
- Coppa di Croazia: 1

Dinamo Zagabria: 2020-2021
- Campionato cipriota: 1

Pafos: 2024-2025